# Chope Paljor Tsering
Chope Paljor Tsering (1948, Namru (en)) est un homme politique tibétain qui a été ministre de la Santé de l'Administration centrale tibétaine en exil. Il est le représentant du dalaï-lama ayant le plus d'ancienneté, ayant été Représentant du Bureau du Tibet au Népal, en Europe de l'Est, en Australasie et en Asie de l'Est au cours de vingt et un ans, de 1986 jusqu'en 2007.

## Biographie
Chope Paljor Tsering est né à Namru (gNam-ru), dans le nord du Tibet, dans une famille de nomade tibétain en 1948. Il est devenu un réfugié au Népal en 1959, à l'époque du soulèvement tibétain de 1959. Après avoir terminé ses études, il a été nommé secrétaire adjoint de l'Administration centrale tibétaine et a été affecté pour prendre en charge d'un camp de réfugiés tibétains dans l'ouest du Népal à partir d'octobre 1973.
Il a ensuite été affecté à différentes fonctions au sein de l'Administration centrale tibétaine. Il est le représentant le plus ancien du dalaï-lama, nommé la première fois au Népal, en mai 1986 et restant en fonction 21 ans jusqu'à sa retraite officielle de la fonction publique en 2007. Au cours de cette période Chope Paljor Tsering a représenté le dalaï-lama en Europe de l'Est, au Bureau d'information du Tibet à Canberra et au Bureau de liaison du dalaï-lama pour le Japon et l'Asie orientale en Asie de l'Est.
Il a prononcé son serment en tant que membre du cabinet du 13e Kashag à New Delhi le 24 novembre 2007 et a été nommé Kalon pour le ministère de la Santé dans l'Administration centrale tibétaine. Au cours de son mandat en tant que ministre de la Santé, il est crédité pour l'introduction innovantes de soins de santé des systèmes connexes pour les réfugiés tibétains en Inde, dont le système d'assurance-maladie tibétain (TMS), le service de télémédecine et le système d'information sanitaire (SIS).
Il a fait partie de la liste des candidats pour l'Élection du Premier ministre tibétain de 2011.
Il est l'auteur de The Nature of All Things, une autobiographie qui raconte son enfance au Tibet, la vie en tant que réfugié et de ses expériences au service du dalaï-lama et des Tibétains.

## Ouvrage
- (en) The Nature of All Things: The Life Story of a Tibetan in Exile, Lothian Books, 2004,  (ISBN 0734407416 et 9780734407412)